# FC Balkan Balkanabat
El Nebitçi FT (en turcomano: Nebitçi futbol topary) es un club de fútbol de Turkmenistán que milita en la Liga de fútbol de Turkmenistán.
Fue fundado en 1960 en la ciudad de Balkanabat. Antes de mayo del 2010, el equipo se llamaba Nebitçi Balkanabat, pero lo cambiaron por decisión de la Federación de Fútbol de Turkmenistán a Balkan FK. En septiembre de 2018 el club pasa a llamarse Nebitçi FT.

## Palmarés

### Nacional
- Ýokary Liga (4): 2004, 2010, 2011, 2012
- Copa de Turkmenistán (4): 2003, 2004, 2010, 2012
- Supercopa de Turkmenistán (3): 2006, 2011, 2012

### Internacional
- Copa Presidente de la AFC (1): 2013

## Participaciones en competiciones de la AFC
| Temporada | Torneo                    | Ronda          | Club                   | Resultado |
| --------- | ------------------------- | -------------- | ---------------------- | --------- |
| 2000/01   | Recopa de la AFC          | 1              | Dinamo Samarcanda      | 4-3, 3-2  |
| 2000/01   | Recopa de la AFC          | 2              | FC Kairat Almaty       | 1-0, 1-3  |
| 2004      | Copa de la AFC            | Fase de grupos | Olympic Beirut         | 1-2, 0-2  |
| 2004      | Copa de la AFC            | Fase de grupos | Al-Jaish SC            | 0-0, 0-6  |
| 2005      | Copa de la AFC            | Fase de grupos | Al-Faisaly             | 1-1, 3-3  |
| 2005      | Copa de la AFC            | Fase de grupos | East Bengal            | 3-2, 2-3  |
| 2005      | Copa de la AFC            | Fase de grupos | Muktijoddha Sangsad KS | 0-1, 2-1  |
| 2007      | Copa de la AFC            | Fase de grupos | Al Ansar Beirut        | 1-1, 1-3  |
| 2007      | Copa de la AFC            | Fase de grupos | Dhofar Club            | 0-1, 0-1  |
| 2007      | Copa de la AFC            | Fase de grupos | Al-Faisaly             | 0-0, 0-2  |
| 2011      | Copa Presidente de la AFC | Fase de grupos | Mahendra Police Club   | 2-0       |
| 2011      | Copa Presidente de la AFC | Fase de grupos | WAPDA FC               | 1-0       |
| 2011      | Copa Presidente de la AFC | Fase de grupos | Taipower               | 1-1       |
| 2011      | Copa Presidente de la AFC | Segunda Ronda  | Istiqlol               | 1-1       |
| 2011      | Copa Presidente de la AFC | Segunda Ronda  | Taipower               | 3-4       |
| 2012      | Copa Presidente de la AFC | Fase de grupos | Shabab Al-Am'ari       | 1-2       |
| 2012      | Copa Presidente de la AFC | Fase de grupos | Istiqlol               | 1-2       |
| 2013      | Copa Presidente de la AFC | Fase de grupos | Sri Lanka Army SC      | 5-0       |
| 2013      | Copa Presidente de la AFC | Fase de grupos | Boeung Ket FC          | 2-0       |
| 2013      | Copa Presidente de la AFC | Fase de grupos | Hilal Al-Quds          | 3-2       |
| 2013      | Copa Presidente de la AFC | Segunda Ronda  | Three Star Club        | 6-0       |
| 2013      | Copa Presidente de la AFC | Segunda Ronda  | Erchim                 | 4-0       |
| 2013      | Copa Presidente de la AFC | Final          | KRL FC                 | 1-0       |
| 2016      | Copa AFC                  | Playoff        | Al-Wahda Damasco       | 0-2       |
| 2017      | Copa AFC                  | Preliminar 2   | FC Dordoi Bishkek      | 1-2, 1-1  |

## Entrenadores
- Tachmurad Agamuradov (1991–93)
- Amanmyrat Meredow (2004–08)
- Rejepmyrat Agabaýew (2009)
- Aleksandr Klimenko (2010-2011)
- Amanmyrat Meredow (2011 - 2012)
- Alikper Gurbani (2012)[2]
- Rahym Gurbanmämmedow (2013–2014)
- Ali Gurbani (2015)
- Aleksandr Klimenko (2016)
- Hojaahmet Arazow (2018)
- Amanmyrat Meredow (2019–2020)
- Amangylyç Koçumow (2020–hoy)